# Teleutaea occidentalis
Teleutaea occidentalis är en stekelart som beskrevs av Morley 1914. Teleutaea occidentalis ingår i släktet Teleutaea och familjen brokparasitsteklar. Inga underarter finns listade i Catalogue of Life.